# Papež Pavel VI.
Pavel VI., rojen kot Giovani Battista Enrico Antonio Maria Montini, papež Rimskokatoliške cerkve od 4. novembra 1963 do smrti, * 26. september 1897, Concesio, Italija, † 6. avgust 1978, Castelgandolfo, Italija.

## Življenjepis

### Družina in šolanje
Rojen je bil 26. septembra 1897 v kraju Concesio pri Brescii. Oče je bil Giorgio, mati pa Giuditta. V družini sta bila še dva sinova: Ludovico in Francesco. Janez je bil kot deček sramežljiv in krhkega zdravja. Po končanem šolanju je z devetnajstimi leti vstopil v semenišče. V duhovnika je bil posvečen leta 1920. Nadaljeval je študij teologije in prava na papeški univerzi Gregoriana v Rimu.

### Vzpon
Po kratkotrajnem delu v pastorali je obiskoval papeško diplomatsko šolo in začel delati v državnem tajništvu. Papež Pij XI. ga je 1923 poslal na Poljsko kot pomoč nunciju. V Rim se je iz zdravstvenih razlogov vrnil že čez eno leto in nadaljeval službo v državnem tajništvu, kjer je ostal dejaven vse do leta 1954. Od leta 1925 do 1933 je bil generalni asistent pri Zvezi katoliških študentov (FUCI). Od leta 1931 je predaval na Akademiji zgodovino diplomacije. Leta 1937 je postal ožji sodelavec državnega tajnika Evgenija Pacellija. Ko je ta leta 1939 postal papež (Pij XII.), je Montini nadaljeval sodelovanje.
Papež Pij XII. ga je leta 1954 imenoval za nadškofa v Milanu. Kardinal je postal leta 1958, imenoval pa ga je papež Janez XXIII. 11. oktobra 1962 je začel delo Drugi vatikanski koncil. Janez XXIII. je želel uresničiti tako imenovani [aggiornamento] (podanašnjenje) Katoliške cerkve, pa tudi pospešiti zedinjenje kristjanov. Sicer pa ni imel točnega načrta. Kardinal Montini je zadeve spravil v red: na enajstih straneh rokopisa je predložil jasne vsebinske in organizacijske smernice, za kar je dobil podporo večine koncilskih očetov. 3. junija 1963 je po težki bolezni Janez XXIII. umrl.

## Papeževanje
Na konklavu je sodelovalo 80 kardinalov, kar je bilo do tedaj največje število v zgodovini Cerkve. Že po dveh dneh je bil 21. junija 1963 v petem krogu glasovanja izvoljen za 262. naslednika apostola Petra s 60-imi od 80-ih glasov.

### Flos florum
Malahijeva prerokba ga imenuje „flos florum”, to je „cvet cvetov”. Nekateri to povezujejo s tremi lilijami v njegovem grbu. Kot poslednji papež je bil okronan s tiaro, ki jo je takoj nato prodal v dobrobit revežev. Med kronansko mašo 30. junija 1963 je predstavil svoj program. Zavzel se je za nadaljevanje in dokončanje koncila, napovedal je zavzemanje za socialno pravičnost, nadaljevanje dela za zedinjenje kristjanov, kakor tudi odpiranje sodobnemu svetu. Bil pa je drugačen od svojega predhodnika. Ni bil tako sproščen in neposreden v nastopu in tega se je tudi sam z bolečino v srcu zavedal.

### Nadaljevanje koncila
Drugo zasedanje koncila se je začelo 29. septembra 1963. Od slovenskih škofov so se ga udeležili ljubljanski škof Jožef Pogačnik, mariborski škof Maksimilijan Držečnik in apostolski administrator za slovensko Primorje, novonastale škofije v Kopru Janez Jenko. Koncil je sprejel 16 odlokov oziroma konstitucij, ki naj bi jih razlagale in izvajale različne med koncilom ustanovljene komisije, zlasti pa škofovska sinoda. Koncil je omogočil uvedbo narodnega jezika v rimski obred namesto dotedanje latinščine, kar so verniki po celem svetu navdušeno sprejeli.
8. decembra 1965 je koncil končal svoje delo in ga okronal tudi s simboličnim vzajemnim preklicem izobčenja med Rimskokatoliško in Pravoslavno cerkvijo, ki je trajalo od leta 1054.
Pričel je s prenovo Rimske kurije in celotnega kardinalskega zbora. Uvedel je upokojitev kardinalov z osemdesetim letom, razširil je kardinalski zbor na 130 članov in precej spremenil njegovo sestavo, da so ostali italijanski kardinali v manjšini. Tudi na ta način je hotel papež poudariti mednarodno sestavo Katoliške cerkve. 1. januarja 1968 je uvedel Svetovni dan miru. Za ta dan papež pošilja ne le vernikom, ampak tudi vsem državnikom po svetu poslanico miru.

## Delo

### Okrožnice
Njegovih pet velikih okrožnic je tematsko povezanih z 2. vatikanskim koncilom. Razlagajo verske in nravne resnice v tesni povezavi s koncilskimi dokumenti. Njegove okrožnice in ostala spodbudna pisma si sledijo po tem vrstnem redu:
1. Ecclesiam suam (Svojo Cerkev, 6. avgusta 1964), o poti Cerkve v današnji čas.
2. Mense maio (29.aprila 1965) o Marijinem češčenju pri šmarnicah.
3. Mysterium fidei (3. septembra 1965) o evharistiji kot središču Cerkve.
4. Christi Matri (15. septembra 1966) – pismo o Marijinem češčenju in pospeševanju miru.
5. Populorum progressio (Napredek narodov) o razvoju in napredku narodov ter o mednarodni socialni pravičnosti zlasti glede na Tretji svet in nerazvite narode z dne 26. marca 1967.
6. Sacerdotalis coelibatus (24. junija 1967) o ohranjanju obveznega celibata za duhovnike.
7. Humanae vitae (25. julija 1968) o družini in vlogi ženske v Cerkvi in o naravnem uravnavanju rojstev. Ta okrožnica je dvignila veliko pozornosti, pa tudi prahu in nasprotovanja zaradi prepovedi uporabe kontracepcijske tablete, ki se je pojavila na tržišču leta 1960 in so si od njene prodaje obetali velikanske dobičke. Papežu so ponujali več milijonov dolarjev, če bi Cerkev spremenila svoje učenje na tem področju.[navedi vir] Medtem ko so to okrožnico v tretjem svetu sprejeli z odobravanjem, so jo v nekaterih zahodnoevropskih državah javno zavračali ne le posamezni verniki, ampak tudi nekateri moralisti in škofje. Vendar je papež razlagal le tradicionalni nauk o uravnavanju rojstev, ki so ga gradili sodobni papeži, zlasti Pij XI. v Casti connubii leta 1930, in učenja kljub pritiskom ni preklical.
8. Octogesima adveniens (Ob osemdesetletnici, 1971)  je pomembno apostolsko pismo o socialni pravičnosti, ki ga je napisal ob osemdesetletnici pomembne socialne okrožnice papeža Leona XIII. Rerum novarum (1891).
9. Marialis cultus (O Marijinem češčenju iz leta 1974) govori o pravilnem marijanskem češčenju, ki naj bi podprlo tudi ekumenska prizadevanja.
10. Gaudete in Domino (Veselite se v Gospodu).
11. Evangelii nuntiandi (Oznanjevanje evangelija, 1975)

### Potovanja
Pavel VI. je bil prvi papež v zgodovini, ki je potoval po celem svetu in tako še med drugim zasedanjem koncila obiskal Palestino, kjer se je srečal s carigrajskim patriarhom Atenagoro. V Jeruzalemu sta skupaj molila Oče naš, kar je bila velika spodbuda za ekumensko gibanje.
Bil je v Združenih državah Amerike, kjer je govoril v skupščini Organizacije združenih narodov v New Yorku na sam dan Združenih narodov 4. oktobra 1965. Njegov poziv k miru v svetu je bil eden od najbolj poslušanih in odobravanih govorov v 20. stoletju. Na Filipinih so poskušali nanj izvesti atentat. V Indiji ga je pretresla revščina stradajočih množic in je pozval svet k pravičnejši porazdelitvi zemeljskih dobrin. Na političnem področju je najbolj odmeven stik s sovjetskimi politiki, s čimer je hotel omiliti položaj vernikom, ki so trpeli preganjanje za železno zaveso. Tako ga je obiskal sovjetski zunanji minister Andrej Gromiko, kakor tudi jugoslovanski državni predsednik Tito. V Jugoslaviji in tudi Sloveniji je to imelo za posledico večjo versko svobodo in vsestranski razvoj demokracije, kar pa je Komunistična partija kmalu nasilno zavrla, zlasti po Titovem pismu, ki je – kljub nekaterim ugodnostim in prednostim, ki so jih na Slovenskem ljudje uživali glede na druge države Vzhodnega bloka – nepreklicno hotelo zacementirati enopartijski sistem.
Med svojim romanjem v Južno Ameriko od 22. do 24. avgusta 1968 je obiskal Kolumbijo ter predsedoval 39. mednarodnemu evharističnemu shodu v prestolnici Bogoti. Med svojim obiskom je tudi opozoril na usmeritev nekaterih zagovornikov osvobodilne teologije, kar je vtkano tudi v poznejših cerkvenih dokumentih.
Vodstvo Katoliške Cerkve je v zvezi s tem vprašanjem večkrat podajalo smernice za njen razvoj in usmeritev, kakor tudi zaskrbljenost, da bi prišlo to gibanje preveč pod vpliv marksizma, ki ostaja zgolj pri zemeljski osvoboditvi delavcev in drugih revnih slojev iz krivičnih odnosov in razmer - tudi in predvsem z nasiljem; krščanska osvoboditev namreč sega dlje in gre pri njej ne le za izboljšanje ali odpravo krivičnih, tj. grešnih družbenih razmer, ampak predvsem za zveličanje in odrešenje od osebnega greha, kar pa je prinesel Jezus Kristus in nadaljuje po svoji Cerkvi. V zvezi s tem je objavila tozadevno listino "Libertatis nuntius" Kongregacija za verski nauk pod predsedovanjem kardinala Josepha Ratzingerja in z odobritvijo papeža Janeza Pavla Velikega leta 1984.

## Smrt in češčenje
6. avgusta 1978, prav na praznik Gospodovega spremenjenja, ki je bil tisto leto na nedeljo, je nenadoma umrl zaradi odpovedi srca. Pred smrtjo je še navedel besede apostola Pavla: „Dober boj sem dobojeval, tek dokončal, vero ohranil” (2 Tim 4,7).
Božji služabnik je postal 11. maja 1993, ko se je začel škofijski postopek (Škofije Rim), ki ga je začel papež Janez Pavel II. (kot rimski škof). Postopek se je zaključil leta 1998. 20. decembra 2012 je papež Benedikt XVI. potrdil izjavo, da je bil Pavel VI. človek junaških kreposti, s čimer mu je podelil naziv Častitljivi Božji služabnik. Decembra 2013 so vatikanski uradniki potrdili čudež na priprošnjo Pavla VI., pri katerem je šlo za ozdravitev še nerojenega otroka v Californiji v Združenih državah Amerike leta 2001: med nosečnostjo so zdravniki ugotovili hude nepravilnosti, katerih posledice naj bi bile možganske okvare. Materi so kot edino možno sredstvo pomoči ponudili splav. Le-tega je zavrnila in svojega še nerojenega otroka zaupala priprošnji papeža Pavla VI. Otrok se je rodil brez vseh težav, posledice nepravilnosti se niso pokazale niti z leti. Dokončno potrditev čudeža je dal 9. maja 2014 papež Frančišek na avdienci skupaj s kardinalom Angelom Amatom, prefektom Kongregacije za zadeve svetnikov. S tem je Frančišek odprl pot beatifikaciji, ki se je zgodila 19. oktobra 2014. Tako je postal že drugi zaporedni milanski nadškof, ki je doživel razglasitev za blaženega, saj je bil tudi njegov predhodnik, nadškof Alfredo Ildefonso Schuster, beatificiran (leta 1996). Drugi čudež, potreben za razglasitev za svetnika, se je zgodil leta 2014. Mati, doma iz Verone v Italiji, je bila v 5. mesecu nosečnosti in je trpela za boleznijo, ki je ogrožala njeno življenje in življenje otroka, zato so ji svetovali splav. Nekaj dni po papeževi beatifikaciji je molila k papežu za priprošnjo. Deklica se je rodila zdrava. Za svetnika je Pavla VI. pravtako razglasil papež Frančišek. Kanonizacija je potekala 14. oktobra 2018 – 40 let po papeževi smrti – na Trgu svetega Petra v Vatikanu. To je bil obred skupinske kanonizacije 7 blaženih, poleg papeža še Oscar Romero, Nunzio Sulprizio, Francesco Spinelli, Vincenzo Romano, Maria Caterina Kasper in Nazaria Ignazia March Mesa.